# 맥라렌 MP4-29
맥라렌 MP4-29(영어: McLaren MP4-29)는 맥라렌이 2014년 포뮬러 원 시즌에 출전하기 위해 설계하고 제작한 포뮬러 원 레이싱카이다.섀시는 Tim Goss, Neil Oatley, Matt Morris, Mark Ingham 및 Marcin Budkowski가 설계했으며 고객 메르세데스-벤츠 파워 트레인에 의해 구동되었다. 이 차는 2014년 1월 24일에 공개되었으며, 2009년 세계 드라이버 챔피언 젠슨 버튼과 2013년 포뮬러 원 르노 3.5 시리즈 타이틀을 획득 한 후 Sergio Pérez를 대체한 데뷔 선수 Kevin Magnussen이 운전하였다. MP4-29는 메르세데스의 새로운 1.6리터 V6 터보 차저 엔진 인 PU106A 하이브리드를 사용하도록 설계되었다.
MP4-29는 아이르통 세나와 Alain Prost를 1988년 16개 레이스에서 15승 15폴 포지션으로 구동한 혼다 엔진 맥라렌 MP4/4 이후 맥라렌 최초의 터보 구동 포뮬러 원 자동차였다. 이것은 마지막 맥라렌 모델이다. 메르세데스-벤츠 엔진, 2015년에 혼다로 전환하여 2021 시즌까지. 또한 메르세데스와 페트로나스의 파트너십을 촉진하기 위해 엑손 모빌 연료를 사용하는 마지막 메르세데스 구동 F1 자동차였다.
2009년부터 Esso 브랜드를 사용한 최초의 포뮬러 원 자동차로, 2014년 시즌 일부 지역에서 적용되었으며, 2017년 레드불 레이싱으로 전환하기 전에 일부 지역에서 Exxon 및 Mobil과 함께 2015년부터 완전히 적용되었다.

## 시즌
오스트레일리아 그랑프리에서 Kevin Magnussen과 젠슨 버튼은 각각 도로에서 3위와 4위를 차지했지만 Daniel Ricciardo의 실격 이후 2위와 3위로 승격되었다. 이것은 2019년 브라질 그랑프리까지 맥라렌의 마지막 연단이었다. 이 자동차는 브랜드와의 20년 간의 관계를 기념하기 위해 Mobil 1 상징을 달았다.
오스트레일리아의 유망한 결과는 기술적 인 이유로 바레인 그랑프리를 완주하지 못한 두 차량을 포함하여 실망스러운 공연으로 이어졌다. 팀은 올시즌 또 다른 포디움 피니시 기록에 실패했으며, 통계적으로 MP4-29는 38개 중 36개의 분류 피니시를 기록하며 시즌 중 가장 기계적으로 신뢰할 수 있는 자동차였지만 결국 컨스트럭터스 챔피언십에서 5위를 차지하였다.

### 맥라렌 MP4-29H/1X1
맥라렌 MP4-29H / 1X1로 알려진 MP4-29의 변형은 2015년 혼다와의 엔진 파트너십에 앞서 개발 차량으로 소개되었다.Silverstone에서 쉐이크 다운을 마친 후 McLaren은 McLaren의 개발 드라이버 인 Stoffel Vandoorne이 주도한 아부다비 그랑프리 다음 주에 Yas Marina Circuit에서 열린 포스트 시즌 테스트에서 MP4-29H를 실행했다.이 차는 전체적으로 문제를 겪었고 2일간의 테스트 동안 총 6번의 시간 제한 랩을 완료했다.

## 경기 결과
| 연도   | 참가자            | 엔진                     | 타이어 | 드라이버        | 1   | 2   | 3   | 4   | 5   | 6   | 7   | 8   | 9   | 10  | 11  | 12  | 13  | 14  | 15  | 16  | 17  | 18  | 19   | Pts | WCC |
| ------ | ----------------- | ------------------------ | ------ | --------------- | --- | --- | --- | --- | --- | --- | --- | --- | --- | --- | --- | --- | --- | --- | --- | --- | --- | --- | ---- | --- | --- |
| 2014년 | 맥라렌 메르세데스 | 메르세데스 PU106A Hybrid | P      |                 | AUS | MAL | BHR | CHN | ESP | MON | CAN | AUT | GBR | GER | HUN | BEL | ITA | SIN | JPN | RUS | USA | BRA | ABU‡ | 181 | 5th |
| 2014년 | 맥라렌 메르세데스 | 메르세데스 PU106A Hybrid | P      | Kevin Magnussen | 2   | 9   | Ret | 13  | 12  | 10  | 9   | 7   | 7   | 9   | 12  | 12  | 10  | 10  | 14  | 5   | 8   | 9   | 11   | 181 | 5th |
| 2014년 | 맥라렌 메르세데스 | 메르세데스 PU106A Hybrid | P      | 젠슨 버튼       | 3   | 6   | 17† | 11  | 11  | 6   | 4   | 11  | 4   | 8   | 10  | 6   | 8   | Ret | 5   | 4   | 12  | 4   | 5    | 181 | 5th |

- † 드라이버는 레이스를 끝내지 못했지만 레이스 거리의 90% 이상을 완주 한 것으로 분류되었다.
- ‡ 팀과 드라이버는 아부 다비 그랑프리에서 2점을 기록했다.